# Palác Thurn-Taxisů
Palác Thurn-Taxisů nebo také Vrtbovský palác je klasicistní palác na Malé Straně v městské části Praha 1 v ulici Letenská 120/5 a 7. Vedle hlavního severního průčelí se palác směrem na západ otvírá do zahrady v zatáčce Letenské ulice. V současné době zde sídlí Anglo-americká univerzita Praha. Objekt je od roku 1964 chráněn jako kulturní památka.

## Popis
Čtyři křídla původně dvou barokních domů rekonstruovaných ve druhé polovině 19. století obklopují čtvercový dvůr. Hlavní severní křídlo do Letenské ulice je dvoupatrové, se dvěma vstupními portály s obloukovými archivoltami. Uprostřed římsy 1. patra je složitý reliéf znaku Thurn-Taxisů.
Postranní křídla jsou rovněž dvoupatrová, zadní křídlo, které sloužilo původně hospodářským účelům, má jen jedno patro. Na západní straně objektu je zahrada, která je od ulice oddělena zdí a na jižní straně je vyšší zdí oddělena od Vojanových sadů.
V interiéru je dochováno barokní schodiště, z doby klasicistní přestavby se zachovala řada řemeslně stavebních detailů: tapety, výzdoba supraport, geometrické parkety, zábradlí, kování, krby s thurn-taxisovskými erby.
Přes nádvoří paláce je možný průchod mezi Letenskou ulicí a Vojanovými sady.

## Historie

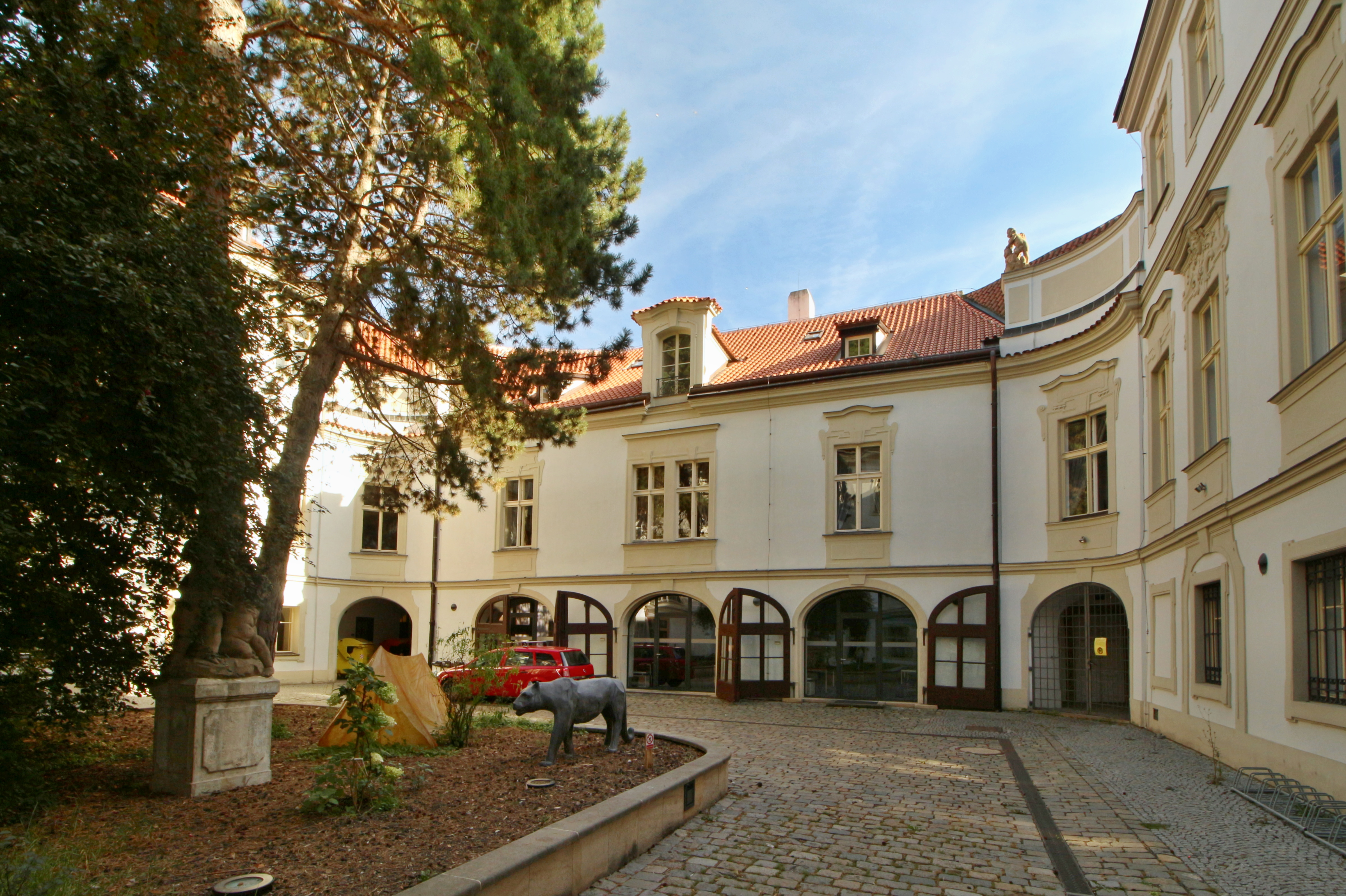
Nádvoří thurn-taxiského paláce

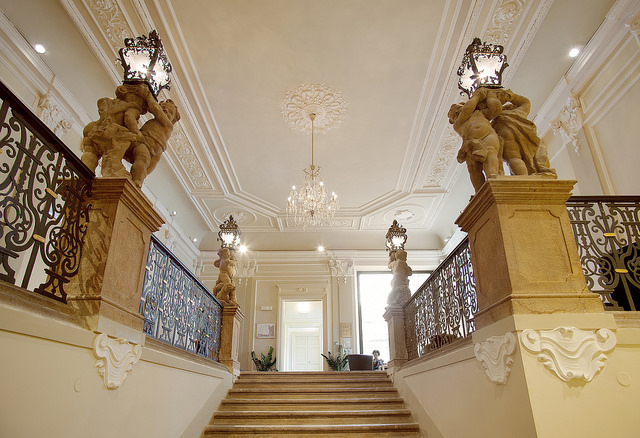
Schodiště v interiéru paláce

Původní dva raně barokní domy koupil v letech 1695 a 1696 Vilém Antonín hrabě Daun (1621–1706), vojenský velitel Prahy, a po roce 1696 z nich nechal vybudovat palác. Po jeho smrti koupili palác Lichtenštejnové, aby ho brzy opět prodali Františku Václavovi z Vrtby. Ten kolem roku 1726 nechal palác dostavět a upravit, snad podle plánů Františka Maxmiliána Kaňky či Giovanni Battisty Alliprandiho (někdy je zmiňována i možná účast Jana Santiniho-Aichla).
V roce 1814 palác koupil Maxmilián Josef Thurn-Taxis. Hugo Maxmilián Thurn-Taxis pak v roce 1871 nechal palác novoklasicistně upravit podle plánů Jana Bělského. Thurn-Taxisové palác za 1. republiky prodali státu.
V období okupace sloužil palác finanční správě a potom ministerstvu financí, od něhož objekt získala Praha 1. V některých prostorách vznikly byty a kanceláře, reprezentační místnosti využíval Svaz architektů a část objektu využívala mateřská škola. Koncem 90. let 20. století tu byly kanceláře Senátu Parlamentu České republiky. Povodněmi v roce 2002 byl objekt poškozen a zůstala v něm pouze školka.

## Současnost
V roce 2014 proběhla celková rekonstrukce paláce, investorem byla městská část Praha 1. V budově se nachází mateřská škola, která zde byla i před rekonstrukcí, většinu prostor má pronajatu Anglo-americká univerzita Praha.